# PBK CSKA Moskva
PBK CSKA Moskva (ryska: ПБК ЦСКА Москва) är ett ryskt basketlag från Moskva, som utgör CSKA Moskvas basketsektion. Laget bildades 1924. Laget spelar i PBL, i VTB United League och i Euroleague.